# Chiesa dei Santi Nazario e Celso (Valbrenta)
La chiesa dei Santi Nazario e Celso è la parrocchiale di San Nazario, frazione del comune sparso di Valbrenta, in provincia di Vicenza e diocesi di Padova; fa parte del vicariato di Valstagna-Fonzaso.

## Storia
Il cristianesimo fu diffuso nel Canale del Brenta tra i secoli V e VI presumibilmente da missionari milanesi, i quali vi portarono il culto dei Santi Nazario e Celso.

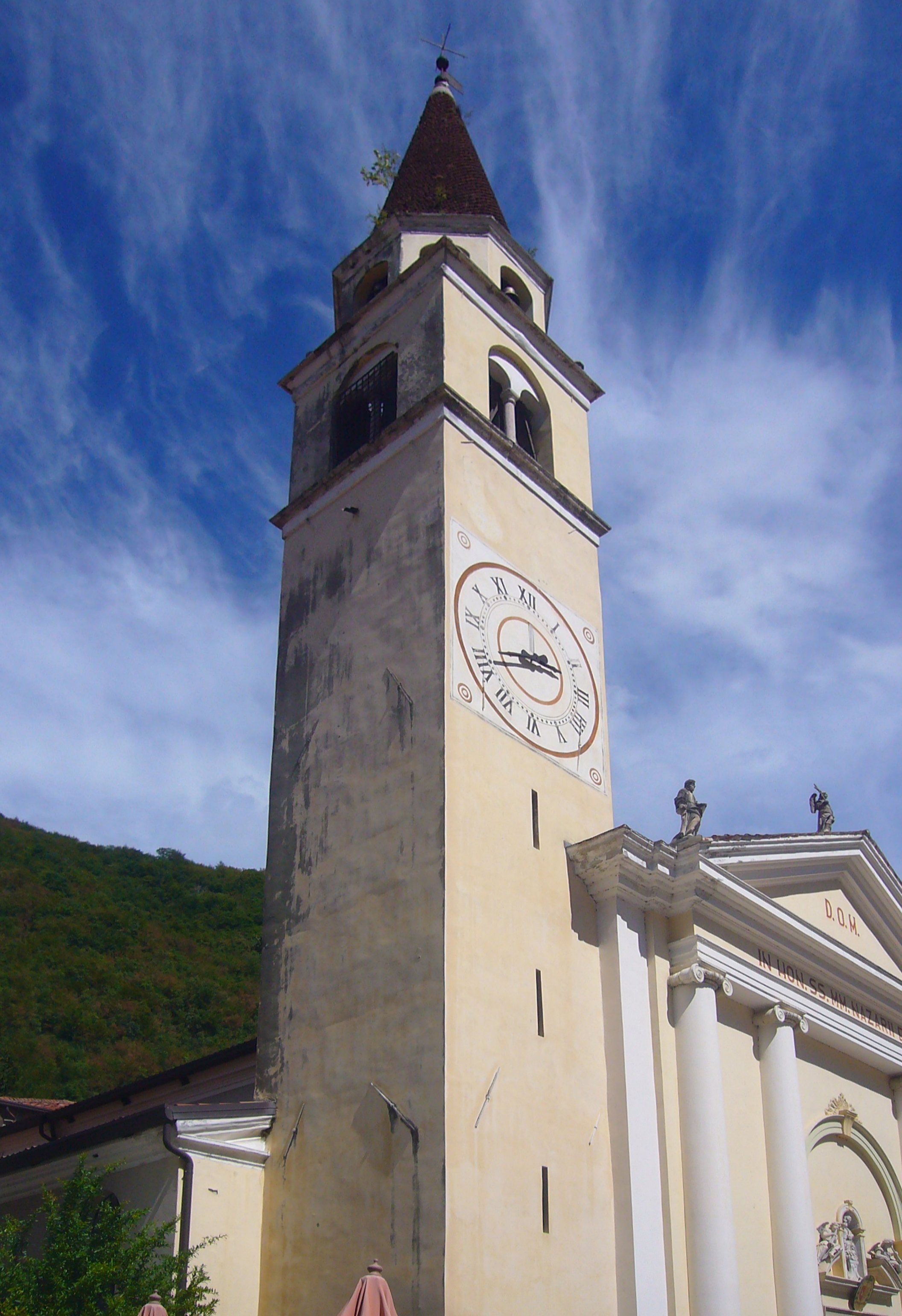
Il campanile

Grazie alla decima papale del 1297 si conosce che la chiesetta di San Nazario era filiale della pieve di Santa Giustina di Solagna; nel 1488 il vescovo di Padova Pietro Barozzi rilevò che in questa cappella, presso la quale erano venerati anche i santi Vittore e Innocenzo, venivano celebrate le funzioni ogni seconda domenica del mese e a Natale.
Il 6 luglio 1612 la chiesa divenne sede di una curazia indipendente; l'edificio, giudicato in pessime condizioni nel 1658 dal delegato vescovile Erasmo Secreti, fu ricostruito nella seconda metà del XVII secolo e ampliata tra il 1840 e il 1850 mediante l'aggiunta delle navate laterali.
Il 12 dicembre 1917, dopo la rotta di Caporetto e l'invasione della Venezia Euganea da parte delle truppe degli Imperi centrali, la chiesa venne chiusa, per poi essere riaperta a guerra finita il 6 aprile 1919; nel 1926 si portò a compimento la facciata e la consacrazione fu impartita il 29 ottobre 1932.

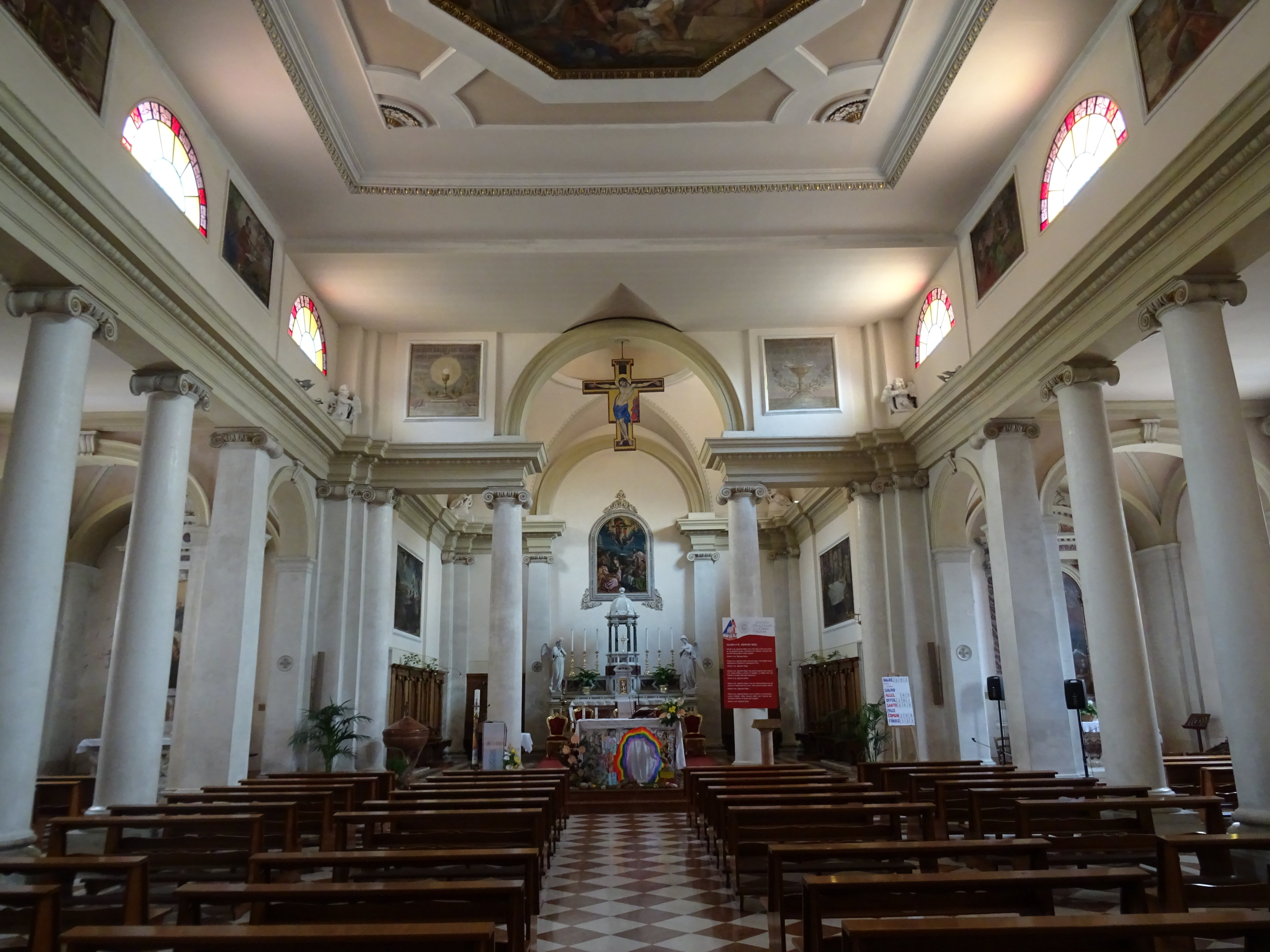
Interno

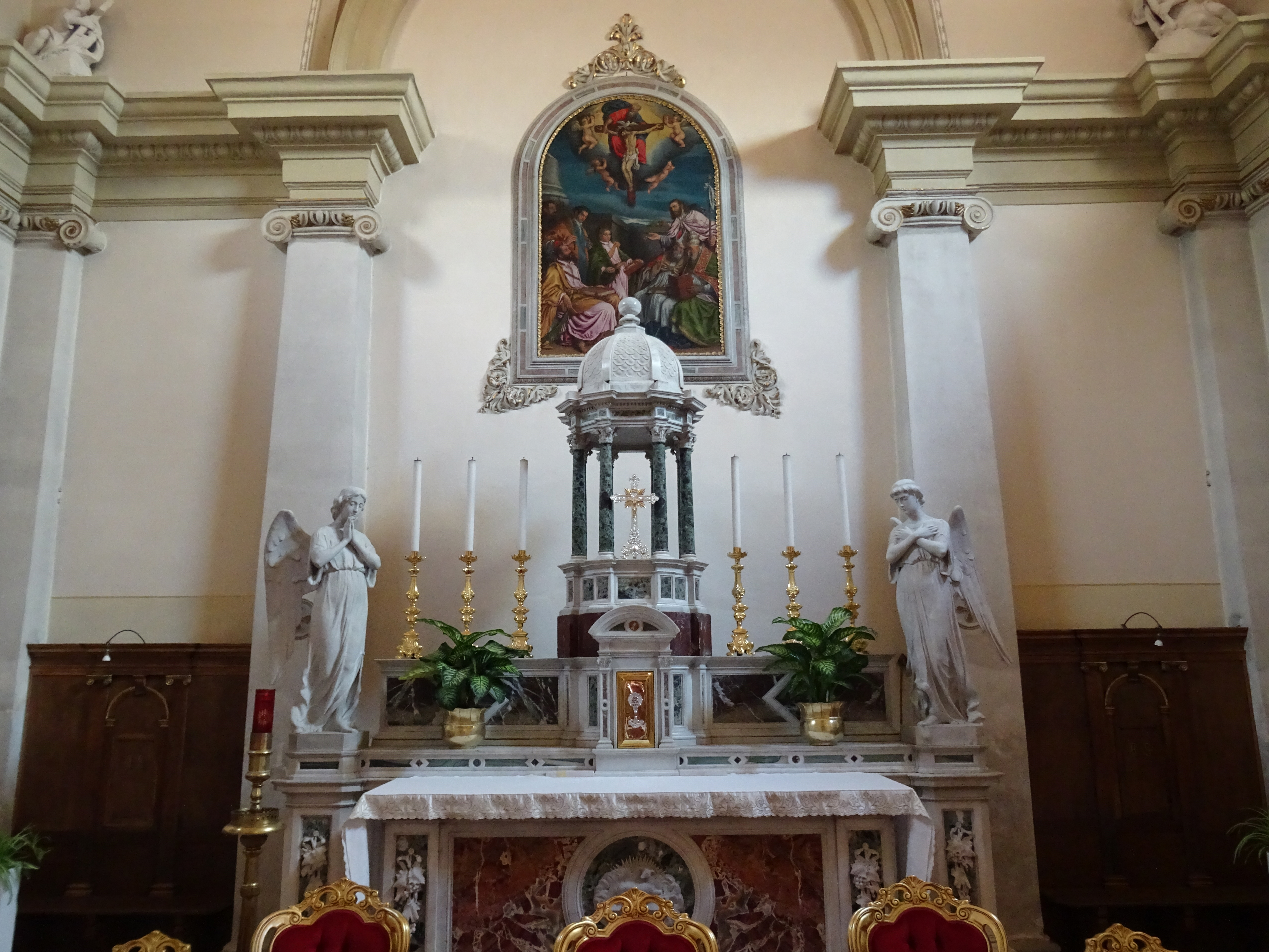
Altare maggiore

## Descrizione

### Esterno
La facciata a capanna della chiesa, rivolta a sudovest e scandita da quattro semicolonne ioniche sorreggenti la trabeazione e il frontone triangolare coronato da tre statue, presenta centralmente il portale d'ingresso, sormontato da un timpano abbellito dei simulacri di due angioletti e spezzato, e una nicchia ospitante una statua.
Vicino alla parrocchiale si erge su un alto basamento a scarpa il campanile a pianta quadrata; la cella presenta su ogni lato una bifora ed è coronata dalla guglia piramidale poggiante sul tamburo a pianta ottagonale. Il campanile ospita un totale di 28 campane: nella cella quadrangolare sono presenti 3 campane in Reb3 calante (Reb3, Mib3, Fa3) elettrificate alla veronese + un richiamo fuse dalla ditta Colbachini di Bassano del Grappa (VI) negli anni 30 del 1900 (il campanone, che pesa 1600 kg, venne rifuso da Colbachini di Padova nel 2000). Nel tamburo ottagonale è presente un carillon di 24 campane fisse in scala cromatica di Si4.

### Interno
L'interno dell'edificio è suddiviso in tre navate; al termine dell'aula si sviluppa il presbiterio, rialzato di alcuni gradini e chiuso dall'abside.
Qui sono conservate diverse opere di pregio, tra le quali la pala raffigurante il Padreterno che sorregge Gesù crocifisso tra i Santi Nazario, Celso, Vittore, Nicolò e Giacomo, eseguita presumibilmente da Jacopo Apollonio nel XVII secolo, l'affresco ritraente il Martirio dei Santi Nazario e Celso, dipinto da Giovanni De Min nel 1848, e l'altare ligneo dorato dedicato alla Beata Vergine Maria, la cui esistenza è attestata a partire dal 1571.